# Basistemon intermedius
Basistemon intermedius là một loài thực vật có hoa trong họ Mã đề. Loài này được Edwin mô tả khoa học đầu tiên năm 1970.